# Santa Rufina (Zurbarán)
Santa Rufina es el tema de tres obras de Francisco de Zurbarán. Constan con el número 201, 202 y 204 en el catálogo razonado y crítico realizado por Odile Delenda, historiadora del arte especializada en este pintor. Alguno de estos tres lienzos pudo formar pendant con otra pintura, representando a Santa Justa pero, en todo caso, estas hipotéticas parejas se han perdido.

## Tema de la obra
Justa y Rufina eran hermanas, nacidas en Sevilla: Justa en 268 y Rufina en 270. Provenían de una familia de cristianos, dedicados a la alfarería. Justa y Rufina, no quisieron colaborar en una fiesta pagana, por lo que fueran encarceladas y amenazadas con el martirio. Ambas se negaron a apostatar, por lo que sufrieron varios tormentos. La primera en morir fue Justa. Rufina no claudicó, siendo condenada a ser muerta por las bestias del anfiteatro. Allí un león, sin embargo, simplemente lamió sus manos. El prefecto ordenó entonces decapitarla y quemar su cuerpo. Zurbarán no relata la muerte de Rufina, sino que destaca su dedicación a la alfarería.

## Introducción
Los suntuosos atavíos que visten las santas representadas por Zurbarán no corresponden a la usanza diaria de su época ni, mucho menos, la del tiempo en el cual se supone vivieron estas mujeres. Generalmente, parece que acuden a una procesión y, según Vicente Lleó Cañal, sus trajes se inspiran en los que eran comunes en la procesiones del Corpus Christi en la Sevilla de su época para representar a las santas. No resulta verosímil que estén basados en personajes teatrales, dada su mala reputación, a no ser que fueran autos sacramentales.
Según otros autores, su indumentaria deriva arbitrariamente de modelos italianos o flamencos. Algunos de estos lienzos parecen verdaderos retratos, penetrando en la psicología del personaje, de forma que Emilio Orozco los llama «retratos a lo divino». La iconografía tradicional ofrecía la oportunidad de pintar santas a partir de la imagen de una mujer sencilla, pero en el siglo XVII, estas obras pudieron reflejar una idea jerárquica acerca del Cielo y de la sociedad. Así, no extrañaba a nadie que las santas fueran vestidas conforme a su elevada situación el Cielo.

### Versión de Dublín
- Pintura al óleo sobre lienzo; 176 x 107,5 cm; fecha de realización: ca.1635.
- Galería Nacional de Irlanda, Dublín.[5]
- Catalogado por Odile Delenda con el número 201 y por Tiziana Frati con el número 165.
- Restos de una inscripción en una cartela abajo a la izquierda: S. RUFINA/…A la…/ado…/…hermana just [a]/…En el ecute…/…les Rasgo sus/…les quitava /…va[rio]s pena[s] justa/…[s]pirito Al señor entepri…/…latus…G/…deo…[6]

Paul Guinard señala la excelente calidad de esta obra. Actualmente no existen dudas acerca de la santa representada, puesto que una limpieza, efectuada en 1970-1971, puso de manifiesto que se trata de Santa Rufina. Son muy remarcables los tonos suaves, el tratamiento difuminado de la luz y el hermoso colorido que muestra Zurbarán en esta obra. El personaje lleva un vestido rojo, del cual solamente son visibles las mangas y la parte posterior. Por encima, viste una elegante y amplia prenda de color ocre, de aspecto sedoso. Rodeando su brazo y por encima de su hombro derechos, lleva un echarpe verde. En su escote lleva una prenda de gasa rayada muy fina, y su cintura está rodeada por un lazo rayado. En su brazo izquierdo porta dos piezas de cerámica, que recuerdan las de las dos versiones del Bodegón con cacharros.

#### Procedencia
1. España, comprado por el barón Taylor;
2. París, Galería española de Luis Felipe I de Francia, 1838-1848, n° 393 (1), n° 403 (4);
3. Londres, venta Christie's, 14 de mayo de 1853, n° 297;
4. Comprado por Graves (80 £);
5. Newark-on-Trent, colección Evelyn Denison; Lady Eleanor Denison;
6. Londres, venta Christie’s, 23 de junio de 1933, n° 61 (756 guineas);
7. Comprado por el Museo de Dublín.[9]

### Versión de Smolensk

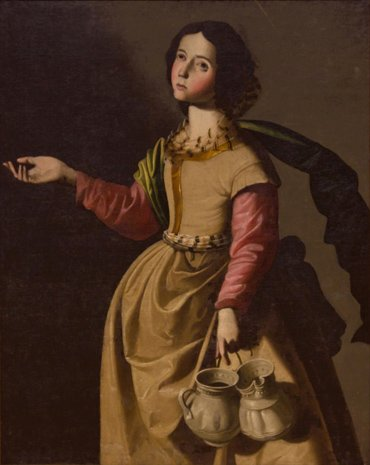
Santa Rufina, versión de Smolensk

- Pintura al óleo sobre lienzo; 100 x 75 cm; fecha de realización: ca 1645-1650
- Smolensk, State Museum-Preserve.
- Catalogado por Odile Delenda con el número 202.[10]

La identidad de la joven no presenta ninguna duda, ya que este lienzo es una réplica —de tres cuartos y menor tamaño— de la pintura de Dublín, cuya vestimenta es casi igual, si bien en el presente lienzo los pliegues no están tan logrados, lo cual sugiere alguna intervención del taller. Las facciones del personaje parecen más juveniles que los del lienzo anterior, y son típicos de la belleza ideal femenina de Zurbarán: boca pequeña, ojos negros, cejas algo separadas, piel de tono dorado y cabello oscuro recogido en la nuca. El colorido —a base de tonos rosados, verde oscuro, dorados y naranjas— es muy hermoso, siendo particularmente bello el contraste que forman los tonos dorados de la falda con los grises de las dos piezas de terracota.

#### Procedencia
1. Smolensk, colección condesa Tenisheva;
2. Entró en 1925 en el Museo de Smolensk.[12]

### Versión de Nueva York

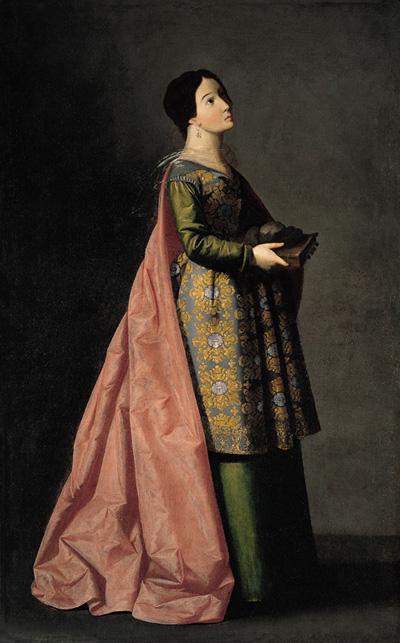
Santa Rufina, versión de la Hispanic Society

- Pintura al óleo sobre lienzo; 171,6 x 105,5 cm; fecha de realización: ca.1645-1650.
- Sociedad Hispánica de América, Nueva York. (Catalogada como Santa Emerenciana)[13]
- Catalogado por Odile Delenda con el número 204 y por Tiziana Frati con el número 167.[14]

Existen dudas sobre la identidad del personaje, que también pudiera ser Santa Justa, o bien Paula de Málaga o Emerenciana, quienes murieron lapidadas —los objetos que reposan sobre el libro parecen restos cerámicos, pero también piedras—. Tiziana Frati considera que se trata de Santa Rufina, adscripción que Odile Delenda considera la más verosímil.
Como es habitual en estas obras de Zurbarán, la figura aparece en solitario, sin ningún elemento anecdótico. La santa forma una estructura casi piramidal, que destaca tanto sobre el fondo oscuro y neutro, como también sobre su propia sombra en el suelo. Su cabeza es algo pequeña, el rostro tiene una belleza delicada, y lleva recogido su negro pelo. Su cuello es demasiado ancho, si bien se advierte un repinte para arreglar este problema. El trabajo de los brocateles quizás fue obra del taller, pero en su conjunto es una obra muy hermosa.

#### Procedencia
1. Sevilla, requisado por el mariscal Soult, durante el expolio napoleónico en España, antes de 1812;
2. París, colección mariscal Soult, 1810 (?)-1852;
3. París, venta Soult, 19-22 de mayo de 1852, n° 36 (3.300 FF);
4. París, conde Duchâtel;
5. Nueva York, Ehrich Galleries;
6. Nueva York, Mr Archer Huntington, 1913;
7. Ofrecido a la Hispanic Society en 1925.[16]